# Giuseppe Garibaldi nella cultura di massa

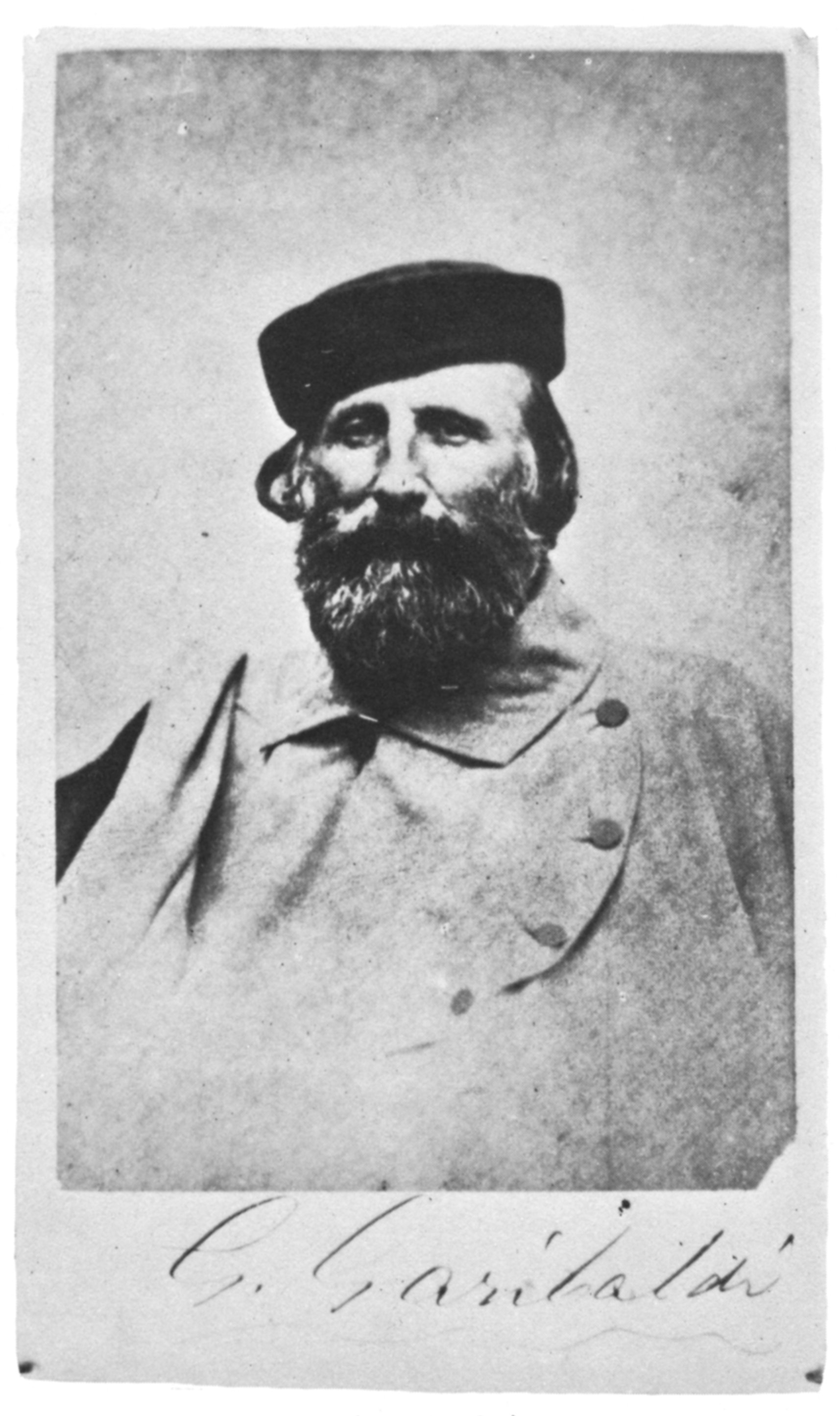
Giuseppe Garibaldi fotografato nel 1870 da Nadar

Giuseppe Garibaldi, generale e condottiero dell'Ottocento, è stato uno dei più famosi personaggi storici dell'Ottocento nonché il più noto italiano nel mondo in quel periodo: a testimonianza di ciò si può citare l'appellativo di Eroe dei due mondi che gli venne dato quando era ancora in vita. Patriota dotato di grande intuito strategico e uomo molto carismatico, in virtù di queste caratteristiche ha ispirato registi, scrittori, drammaturghi e cantanti diventando così un personaggio universale.

## Musica

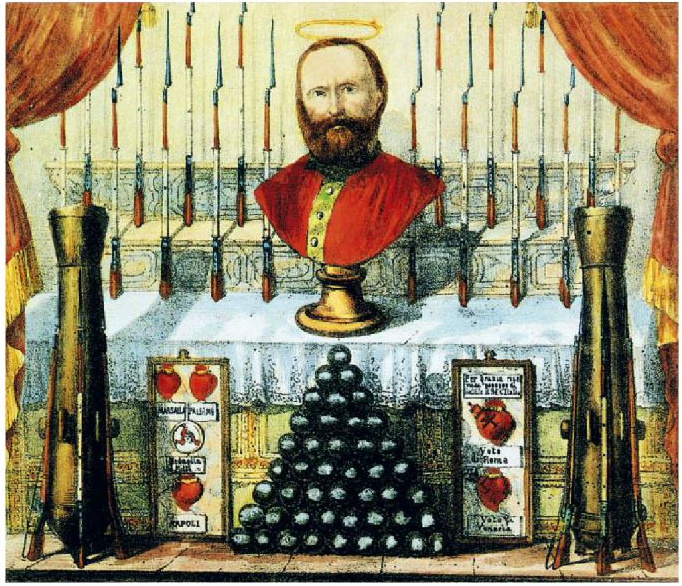
Stampa popolare del 1863 apologetica di Garibaldi, disegnato come santo laico su un altare

Tra le tante opere dedicate a Giuseppe Garibaldi, si riportano qui le seguenti:
- Luigi Mercantini, Inno di Garibaldi (Canzone italiana), del 1858, composto su invito di Garibaldi stesso.
- Luigi Canepa, Marcia Funebre in onore del prode Giuseppe Garibaldi, eseguita dalla Banda Civica di Sassari alle esequie dell'eroe
- Ulisse Barbieri, Inno di Garibaldi del 1887
- Bruno Lauzi, Garibaldi blues
- Statuto, È tornato Garibaldi del 1993
- Massimo Bubola, Camicie rosse
- Stormy Six, Garibaldi
- Sergio Caputo, Il Garibaldi innamorato
- Garibaldi fu ferito..., Canzoncina storico-popolare sulla melodia di "Flik Flok" (inno dei Bersaglieri) e reinterpretata recentemente da Francesco Salvi. Curiosamente - e probabilmente proprio a causa di questa filastrocca - le marce veloci tipiche dei Bersaglieri vengono spesso ed erroneamente associate con Garibaldi. Persino al di fuori dell'Italia, quando una banda durante le prove suona con ritmo troppo sostenuto, succede che il maestro corregga pronunciando scherzosamente il nome di Garibaldi.
- Pina Cipriani, Evviva Garibaldi
- Inno Partigiano, Garibaldi Brigate d'Assalto
- Daniele Sepe, Anita e Pepin (contenuta nell'album Jurnateri, 2001). La versione originale è di Jean-Marie Carlotti che la interpreta assieme a Riccardo Tesi, Patrick Vaillant e Daniele Craighead.

## Filmografia

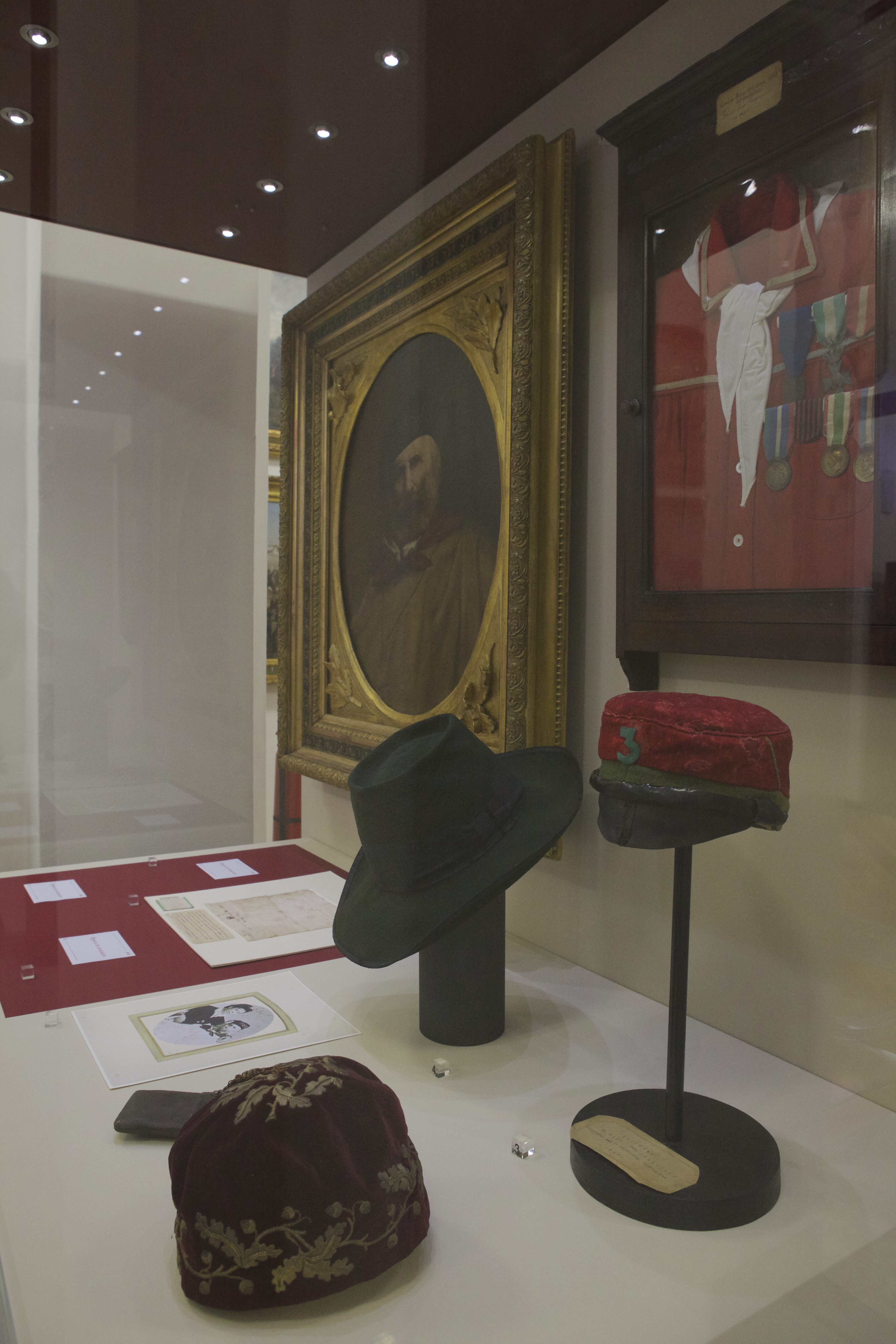
Cimeli garibaldini sono esibiti in quasi tutti i musei risorgimentali, nella fotografia una vetrina del Museo del Risorgimento di Asti

- Garibaldi (1907) di Mario Caserini
- Il piccolo garibaldino (1909)
- Anita Garibaldi (1910) di Mario Caserini
- Garibaldi a Marsala (1912)
- I Mille (1912) di Alberto Degli Abbati
- Garibaldi, l'eroe dei due mondi (1926)
- Garibaldi e i suoi tempi (1926) di Silvio Laurenti Rosa
- Anita o il romanzo d'amore dell'eroe dei due mondi oppure Garibaldi o l'eroe dei due mondi (1927) di Aldo De Benedetti
- 1860 (1934) di Alessandro Blasetti
- Un garibaldino al convento (1942) di Vittorio De Sica
- Camicie rosse o Anita Garibaldi (1952) di Goffredo Alessandrini e Francesco Rosi
- Viva l'Italia (1961) di Roberto Rossellini
- Il giovane Garibaldi (1974), sceneggiato a colori di Franco Rossi
- Garibaldi (1986), cortometraggio di Josè Ambriz
- Il generale (1987), miniserie diretta da Luigi Magni
- L'eroe dei due mondi (1994), film d'animazione di Guido Manuli
- Garibaldi, l'eroe dei due mondi (2003), telenovela brasiliana (60 episodi) di Teresa Lampréia e Jayme Monjardim
- Eravamo solo mille (2006), film a episodi per la televisione di Stefano Reali
- Anita - Una vita per Garibaldi (2007) di Aurelio Grimaldi
- Garibaldi in America (2009) di Alberto Rondalli
- Il Generale e i Fratellini d'Italia (2011), film d'animazione per la televisione di Enrico Carlesi
- Anita Garibaldi (2012), miniserie televisiva di Claudio Bonivento
- Giuseppe Garibaldi eroe leggendario (2024) film documentario di Silvia Monga

## Toponomastica e monumenti

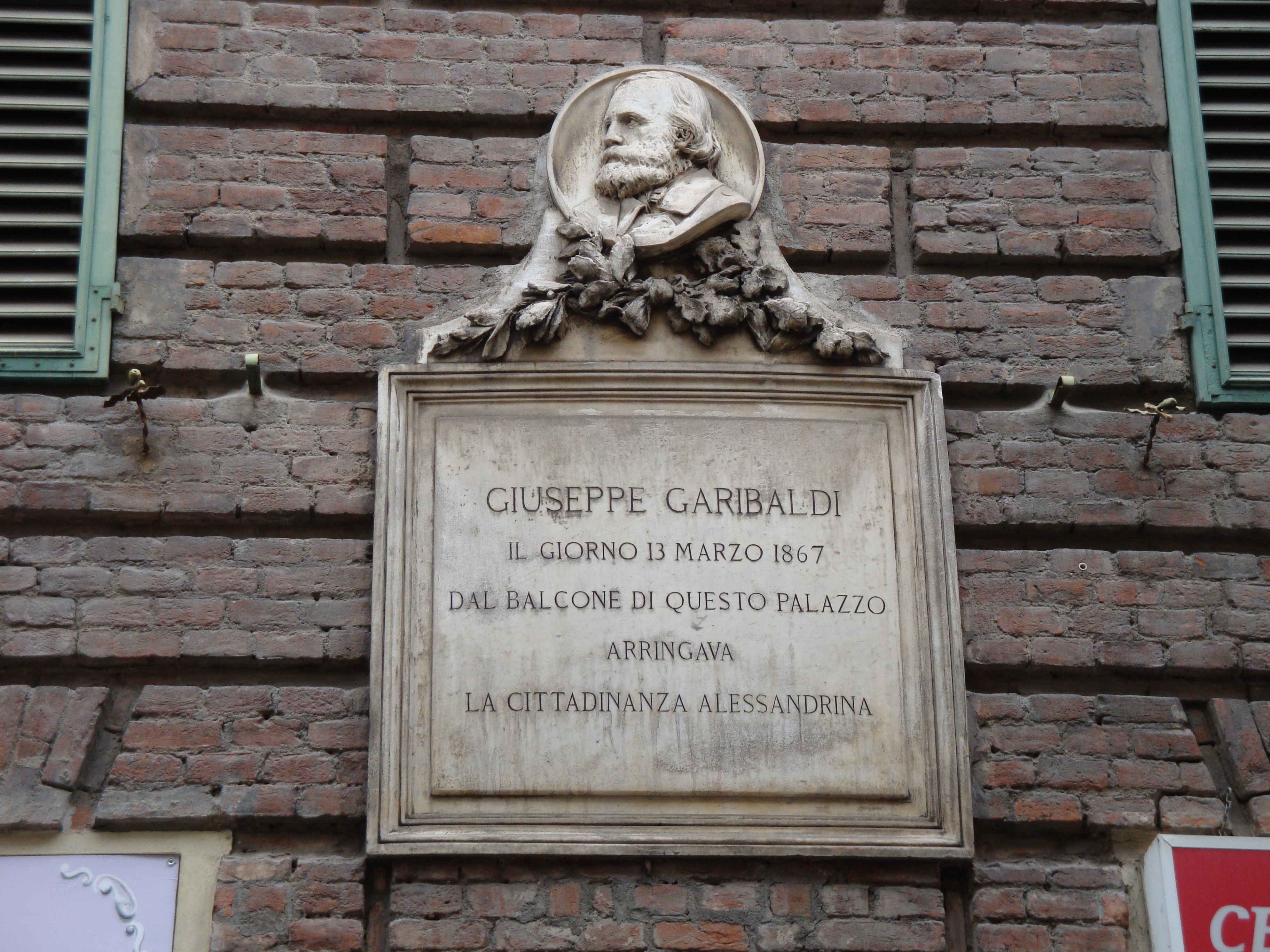
Lapide dedicata all'arrivo ad Alessandria di Garibaldi

Giuseppe Garibaldi è il personaggio più citato nelle piazze e vie italiane, il suo nome è presente in più di 5500 comuni su 8100, in media 6 comuni su 10. Come denominazione è secondo solo a Roma. Garibaldi è primo in Puglia e Basilicata mentre è secondo in Friuli, Toscana, Umbria, Lazio e Abruzzo.
Sono 1200 le lapidi in Italia che testimoniano che in quel luogo Giuseppe Garibaldi passò, dormì o parlò. Il luogo dove se ne contano di più - otto - è Marsala. A Città del Messico esiste una piazza Garibaldi, famosa per la musica mariachi che vi si suona.
In Brasile esiste una città chiamata Garibaldi dove gli abitanti in gran parte sono di origine italiana. Il suo nome è un omaggio al rivoluzionario italiano e alla moglie brasiliana, Anita Garibaldi, che combatterono per l'indipendenza dello Stato brasiliano del Rio Grande do Sul.
Sono presenti città chiamate come l'eroe dei due mondi anche nello stato di Oregon (USA),  nel dipartimento di Salto (Uruguay),  e in Argentina,  dove si trova anche un Passo Garibaldi
In Canada, nello stato della Columbia britannica, è stato dedicato un lago al celebre condottiero. 

## Unità militari
A lui furono dedicate la Brigate d'assalto Garibaldi, le formazioni partigiane di influenza comunista, che combatterono durante la Resistenza. Per contro anche il fascismo aveva compiuto l'operazione di impossessarsi del mito di Garibaldi, anche negli anni della Repubblica di Salò.
Un reggimento disciolto dell'Esercito Italiano portava il suo nome: 182º Reggimento fanteria corazzata "Garibaldi".
Una brigata dell'Esercito Italiano porta il suo nome: Brigata Bersaglieri "Garibaldi".
Il nome "Giuseppe Garibaldi" è stato dato in successione a cinque navi della marina militare italiana, a una nave della marina argentina e a una classe di incrociatori corazzati.

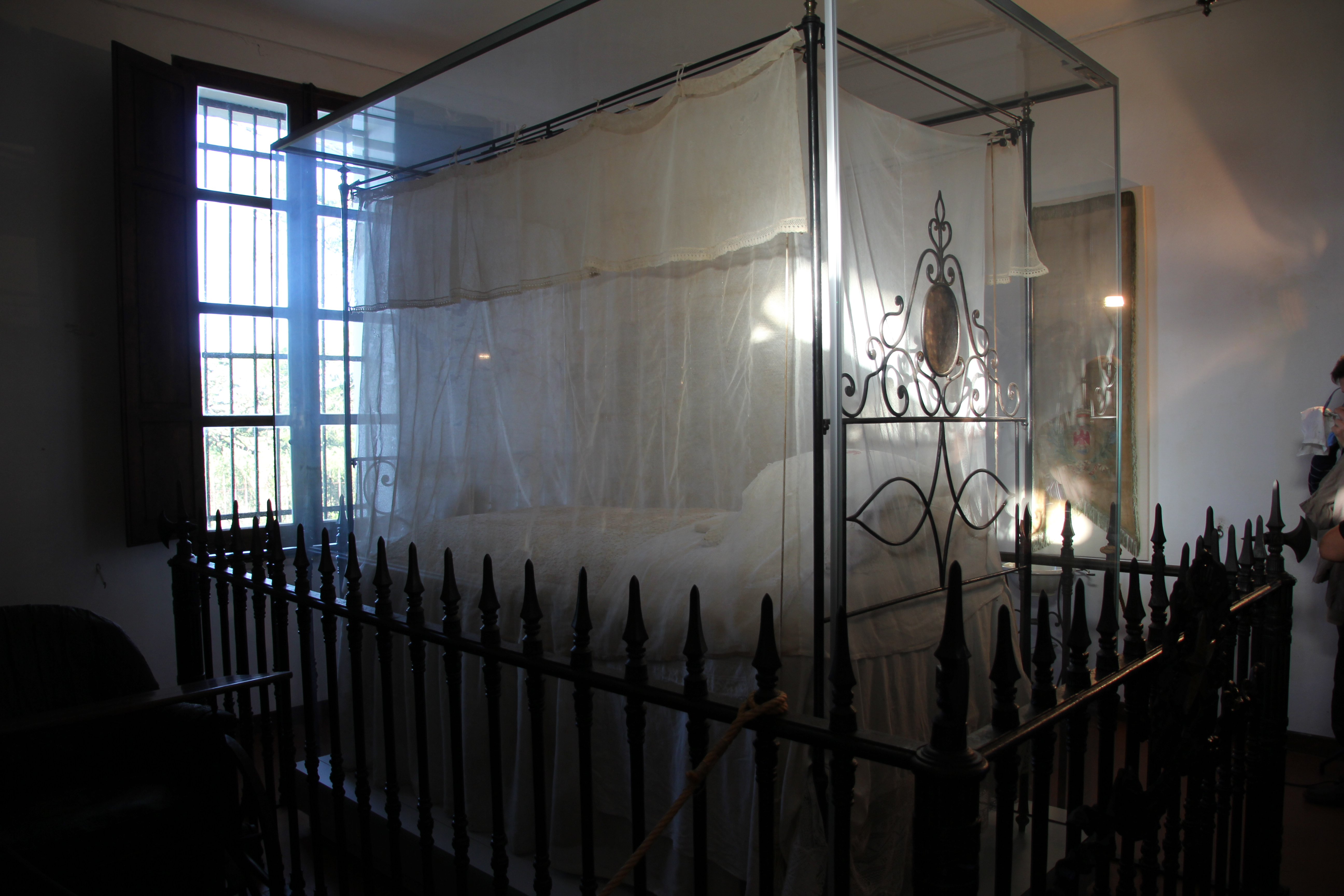
Il letto di morte, posizionato su sua richiesta davanti alla finestra che dà sull'arcipelago di La Maddalena

Diverse unità della Regia Marina e della Marina Militare Italiana sono state intitolate a Giuseppe Garibaldi, generale, patriota e condottiero italiano:
- Giuseppe Garibaldi - fregata di I rango ad elica, varata nel 1860 proveniva dalla marina napoletana con il nome di Borbona; incorporata nella Regia Marina nel 1861 e classificata corvetta nel 1878, dopo essere stata convertita nel 1890 in nave ospedale e ribattezzata Saati per lasciare libero il nome al nuovo incrociatore corazzato in costruzione, venne radiata nel 1894 per essere demolita nel 1899;
- Giuseppe Garibaldi - incrociatore corazzato, unità capoclasse della classe Garibaldi, varato nel 1899, venne affondato il 18 luglio 1915 dal sommergibile austriaco U.4, mentre era impegnato nel bombardamento della ferrovia Ragusa-Cattaro; aveva operato efficacemente durante la guerra italo-turca nelle acque della Libia, dell'Egeo e del Levante, affondando il 24 febbraio 1912, in un'azione congiunta alla gemella Francesco Ferruccio, la cannoniera turca Avnillah al largo di Beirut.
- Giuseppe Garibaldi - incrociatore leggero classe Condottieri tipo Duca degli Abruzzi varato nel 1936 e posto in disarmo nel 1953, che a partire dal 1957 venne ricostruito come incrociatore lanciamissili;
- Giuseppe Garibaldi - incrociatore lanciamissili ottenuto dalla ricostruzione del precedente incrociatore leggero, entrato in servizio nel 1961 ed andato definitivamente in disarmo nel 1971 dopo avere ricoperto il ruolo di ammiraglia della flotta;
- Giuseppe Garibaldi - incrociatore portaermobili varato nel 1983 ed entrato in servizio nel 1985, che ha ricoperto il ruolo di nave ammiraglia della flotta fino al giugno 2009.

Nell'Armada de la República Argentina:
- General Garibaldi - incrociatore corazzato della Marina Argentina gemello dell'omonimo incrociatore italiano varato nel 1899.

Classe di incrociatori corazzati:
- Classe Giuseppe Garibaldi - classe composta da 10 incrociatori corazzati in servizio con la Regia Marina (3), l'Armada de la República Argentina (4), l'Armada Española (1) e la Nippon Kaigun (2); a questa classe appartenevano la capoclasse Giuseppe Garibaldi (incrociatore 1899) e la ARA General Garibaldi (incrociatore).

## Scienza
Il pesce Garibaldi prende il nome dell'Eroe in riferimento al colore delle camicie dei garibaldini. Questo pesce vive nell'America del nord ed ha un caratteristico colore arancione.
Gli è stato dedicato un asteroide, 4317 Garibaldi.

## Nello sport
Il Garibaldi è anche la Guida ufficiale del Giro d'Italia, un volume scritto in italiano e in francese che viene consegnato gratuitamente ai giornalisti accreditati e agli addetti ai lavori della corsa a tappe. Il nome "Garibaldi" gli venne dato dal telecronista RAI Nando Martellini al Giro D'Italia del 1961, anno del centenario dell'Unità d'Italia, in quanto sulla copertina della Guida ufficiale di quel Giro D'Italia c'era un ritratto dell'Eroe dei Due Mondi
In Inghilterra la squadra del Nottingham Forest ha stabilito che il colore della divisa fosse appunto "Garibaldi Red" in onore del generale italiano.
Dal 2007, anno del bicentenario della nascita dell'eroe dei due mondi, è stato istituito il Trofeo Giuseppe Garibaldi (Trophée Giuseppe Garibaldi in francese) un premio rugbistico, che viene assegnato annualmente tra la Nazionale di rugby francese e la Nazionale di rugby italiana. Il premio ha il suo corrispettivo nel trofeo Anita Garibaldi, dal 2017 in palio tra le Nazionali femminili di Francia e Italia.
Garibaldi è citato nell'inno della squadra di calcio del Genoa, Un cantico per il mio Grifone, scritto da Piero Campodonico con la musica di Gian Piero Reverberi.

## Marketing
Il suo volto venne usato come simbolo elettorale del Fronte Democratico Popolare per le Elezioni politiche in Italia del 1948.
Dopo una celebre visita in Inghilterra un produttore commercializzò i biscotti Garibaldi, una sorta di cracker dolci contenenti un sottile strato di marmellata prodotti tuttora. Grazie alla sua fama e al prestigio internazionale Garibaldi è stato uno dei primi testimonial pubblicitari della storia, arrivando a cedere in cambio di denaro la propria immagine per numerosi altri prodotti: tonno, cerini, lucido per stivali.
A suo nome è stato confezionato nel 1982 un nuovo Toscano, un sigaro di sapore più amabile e dolce dei tradizionali tabacchi Kentucky fermentati. Il nome prescelto dipese anche dal fatto che Garibaldi era un regolare fumatore dei sigari toscani fermentati.
Una delle denominazioni del Marsala Superiore è G. D. o Garibaldi Dolce in onore di un vino particolarmente apprezzato dal Generale in occasione di una sua visita del 1862 alle Cantine Florio.
Il Garibaldi è un cocktail tra i più semplici ma è altrettanto conosciuto quanto antico, a base di succo d'arancia e bitter, anche se ne esiste una versione meno diffusa in cui all'aranciata gasata si aggiunge lo champagne. Può essere bevuto sia come aperitivo che come long drink.

## Narrativa
Garibaldi è stato utilizzato come personaggio in numerosissime opere di fantasia.
Il romanzo fantascientifico ucronico Garibaldi a Gettysburg di Pierfrancesco Prosperi del 1993 immagina un presente alternativo causato dalla partecipazione di Garibaldi alla battaglia di Gettysburg a fianco degli unionisti durante la guerra di secessione americana.
Garibaldi è il protagonista della storia a fumetti L'artiglio che si strinse sull'America, sesto albo della collana Storie da Altrove, dove collabora con l'immaginaria base segreta statunitense chiamata Altrove.
Nella sua epoca, l'epopea risorgimentale favorì anche un filone poetico, fitto di espressioni cariche di impegno civile, quali quelle di scrittori e poeti italiani ampiamente o localmente importanti. Ne è esempio l'opera del poeta Federico Villani.